# Da Longevidade e Brevidade da Vida
Da Longevidade e Brevidade da Vida (em grego clássico, Περὶ μακροβιότητος καὶ βραχυβιότητος; em latim, De longitudine et brevitate vitae) é um texto escrito pelo filósofo grego antigo Aristóteles e um dos Parva Naturalia. Aristótles explica em um curto capítulo que a corrupção dos entes físicos ocorre por dois motivos: ou por causa de possuírem um contrário ou por causa do ambiente em que vivem favorecer ou dificultar sua subsitência.